# コレラ毒素
コレラ毒素（コレラどくそ）またはコレラトキシン（英: cholera toxin、略称:CTX、Ctx、CT）は、コレラ菌Vibrio choleraeから分泌されるAB5型毒素である。コレラ毒素は、コレラに特徴的な激しい水様便の原因となる。易熱性エンテロトキシンファミリーに属する。

## 歴史
ドイツの医師・微生物学者ロベルト・コッホは、コレラ毒素の存在を予見した最初の人物であった。1886年、コッホはコレラ菌が分泌する物質がコレラの症状の原因となっていることを提唱した。コッホの仮説は1951年、インドの微生物学者 Sambhu Nath Deによって正しいことが証明された。Deは、加熱殺菌したコレラ菌をウサギへ注入した際の影響に関する研究を行い、細菌の破壊によって放出されたエンドトキシンがコレラの症状の原因となっていると結論付けた。さらにDeは1959年、コレラ菌を培養した培地の濾液をウサギの小腸へ注入する実験を行い、小腸に大量の体液の蓄積が引き起こされたことにより、毒素の存在は決定的なものとなった。

## 構造

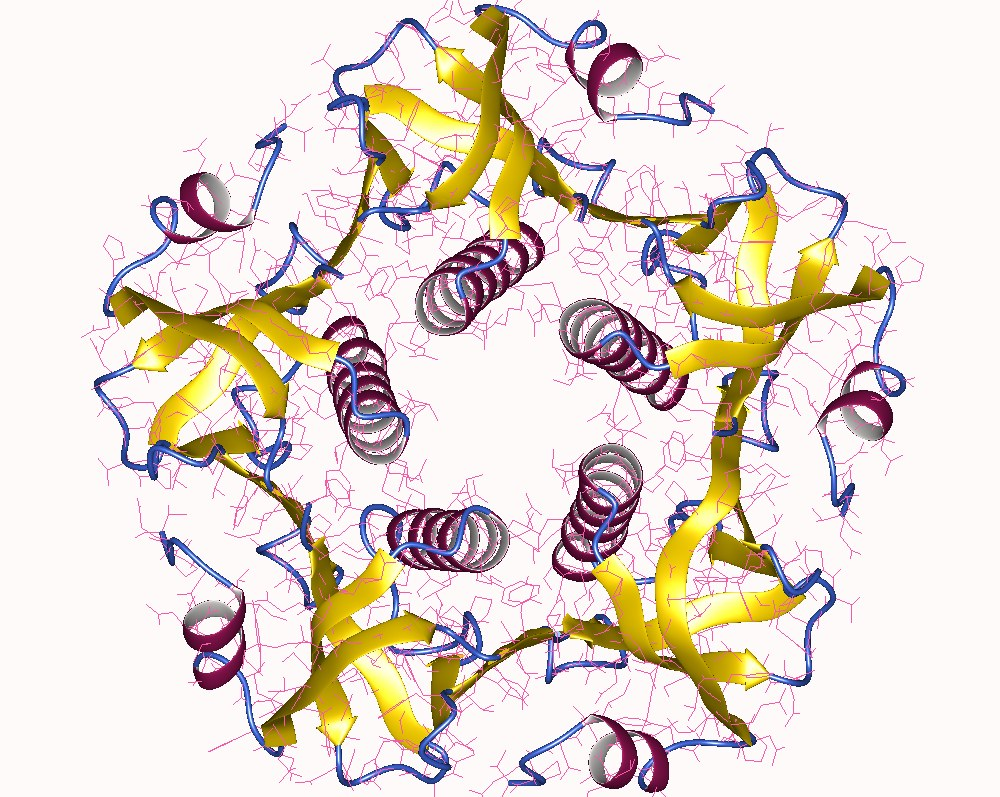
コレラ毒素Bサブユニット五量体

完全な形のコレラ毒素は、1コピーのAサブユニット（酵素活性を担う）と5コピーのBサブユニット（結合を担う）からなる六量体（そのためAB5型毒素と呼ばれる）である。Bサブユニットは宿主細胞への結合を担い、一方AサブユニットはGタンパク質を活性化し、アデニル酸シクラーゼの活性化をもたらす。毒素の三次元構造は1995年にX線結晶構造解析によって決定された。
Bサブユニットの単量体は約11 kDaであり、5つのBサブユニットがリングを形成する。Aサブユニットは約28 kDaであり、ジスルフィド結合で連結された2つの重要な断片からなる。A1鎖（CTA1）は球状で酵素活性を担い、Gタンパク質をADPリボシル化する。A2鎖（CTA2）は伸びたαヘリックス構造を形成し、Bサブユニットのリング中心部のポアにぴったりと結合する。
この構造は、一部の大腸菌株が分泌する易熱性エンテロトキシンと形状、機構、配列の面で類似している。

## 病原性
コレラ毒素は次のような機構で作用する。まず、Bサブユニットリングが標的細胞表面に位置するGM1ガングリオシドに結合する。GM1を欠く細胞の場合、毒素は脂質ではなくタンパク質に付加されたルイスXやルイスYといった他の糖鎖に結合する可能性が高い。結合した毒素複合体は細胞にエンドサイトーシスされ、ジスルフィド結合の還元によってA1鎖が遊離する。エンドソームはゴルジ体へ移行し、そこでA1鎖は小胞体シャペロンであるプロテインジスルフィドイソメラーゼによって認識される。A1鎖はフォールディングがほどかれて膜へ送られ、そこでEro1によるプロテインジスルフィドイソメラーゼ複合体の酸化によって、A1鎖の複合体からの解離が開始される。A1鎖はSec61チャネルを介して小胞体から細胞質へ送られ、そこで再フォールディングすることでユビキチン化による不活性化を回避する。
その後、A1鎖はARF6と呼ばれる宿主（ヒト）のパートナータンパク質と結合する。ARF6への結合によってA1鎖の形状変化が駆動され、活性部位が露出して触媒活性を有する状態となる。A1鎖はNADを用いてGsαサブユニット（Gαs）のADPリボシル化を触媒する。ADPリボシル化を受けたGαsは、GTPをGDPとPiへ加水分解する触媒活性を喪失し、その結果Gαsは活性化状態に維持される。Gαsの活性化の増大はアデニル酸シクラーゼ活性の増大をもたらし、細胞内のcAMP濃度は通常の100倍以上に上昇し、PKAが過剰に活性化される。活性化されたPKAはクロライドチャネルタンパク質CFTRをリン酸化し、ATPを介した塩化物イオンの流出、そして小腸内腔へのH2O、Na+、K+、HCO3− の分泌が引き起こされる。さらに、エンテロサイトへのNa+の移行、したがって水の移行も消失する。こうした作用の結果、小腸は急速に体液を喪失し（最大で毎時2 L）、重篤な脱水症状のほか、米のとぎ汁様の便（rice water stool）といったコレラと関係した他の症状が引き起こされる。
百日咳菌Bordetella pertussisによって産生される百日咳毒素（これもAB5型毒素である）は、Giαサブユニット（Gαi）をADPリボシル化することでcAMP産生を阻害できなくする点を除いて、同じように作用する。

## 起源
コレラ毒素をコードする遺伝子は、水平伝播によってコレラ菌にもたらされたものである。コレラ菌の病原性株（血清型O1やO139）は、CTXφバクテリオファージと呼ばれるウイルスの遺伝子を有している。組み込まれたCTXφには、繊維状サテライトファージRS1の遺伝子の多く（複製のためのエレメント（rstA）、組み込み（rstB）、遺伝子発現調節（rstR）など）に加えて、ファージのパッケージングや分泌に必要なタンパク質（Psh、Cep、OrfU、Ace、Zot）をコードする遺伝子が含まれており、これらはFf繊維状コリファージの遺伝子と非常によく類似している。こうした遺伝子は、コレラ毒素をコードするとともに、CTXφのバクテリオファージの複製とその後の分泌を可能にし、CTXφの他の感受性細胞への水平伝播を可能にしている。

## 応用
コレラ毒素Bサブユニット（CTB）は比較的毒性が低いと考えられるため、細胞生物学や分子生物学のツールとしての応用がなされており、特に神経トレーサーとして広く利用されている。
齧歯類の培養神経幹細胞をコレラ毒素で処理することで転写因子Hes3の局在が変化し、細胞数を増加させることができる。

### ワクチン
コレラワクチンDukoralとShancholは、どちらも死滅させたコレラ菌全細胞を使用しているが、Dukoralには組換え型コレラ毒素Bサブユニット（rCTB）も含まれている。一部の研究では、rCTBを加えることで小児（2歳から10歳）に対するワクチンの有効率が改善し、保護期間も伸びる可能性が示唆されている。一方でrCTBの分解を防いで保管するためのコストがかかることとなる。

### ワクチンのアジュバント
CTBの他の用途としては、他のワクチンのアジュバントとしての可能性がある。CTBを抗原と結合することで、ワクチンへの応答が改善されることが示されている。CTBのアジュバントとしての可能性は大型動物モデルで示されており、ヒトへの応用にはさらなる研究が必要である。CTBのアジュバントとしての用途としては、細菌やウイルス感染症、アレルギーや糖尿病などの可能性がある。CTBは粘膜液性免疫を誘導することが示されているため、HIVなどの粘膜感染ウイルスも標的となる可能性がある。

### 膜生物学

#### 脂質ラフト
コレラ毒素はGM1ガングリオシド選択的に結合することが示されており、この性質が膜生物学に利用されている。脂質ラフトはそのサイズも寿命も多様であり、また非常に動的な細胞構成要素であるため、研究が困難な対象である。GM1は脂質ラフトに存在するため、CTBを蛍光標識や抗体標識することで、脂質ラフトを同定することができる。このようにCTBをマーカーとして用いることで、脂質ラフトの性質や機能に関してより良い理解が得られるようになると考えられている。

#### エンドサイトーシス
エンドサイトーシスはクラスリン依存的経路と非依存的経路に大きく分けられ、コレラ毒素は双方の経路を利用する。コレラ毒素はカベオラ、クラスリン被覆ピット（clathrin-coated pit）、CLIC（clathrin-independent carrier）、GEEC（GPI-enriched endocytic compartment）、ARF6媒介エンドサイトーシス、FEME（fast endophilin-mediated endocytosis）など複数の経路でエンドサイトーシスされて細胞内へ進入することが示されている。コレラ毒素がどのようにこうしたエンドサイトーシス経路を開始しているのかは十分には理解されていないが、コレラ毒素がこれらの経路を開始するという事実は、こうした経路を研究するための重要なマーカーとしてコレラ毒素を利用できることを示している。

#### 逆行性輸送
コレラ毒素の最も重要な側面の1つは、毒素が細胞膜からトランスゴルジ網、そして小胞体へと逆行性輸送される点である。コレラ毒素やGM1を蛍光タグで標識することで、逆行性輸送機構をリアルタイムでモニタリングすることができるようになる可能性があり、細胞内の輸送経路がどのように機能しているのか、そしてエンドサイトーシス経路においてどのようにタンパク質や脂質が選別されているのかに関して新たな発見がもたらされる可能性がある。